# 岐阜県立ひまわりの丘第一学園
岐阜県立ひまわりの丘第一学園（ぎふけんりつ　ひまわりのおかだいいちがくえん）とは、岐阜県関市にある岐阜県立の児童福祉施設（障害児入所施設）である。

## 概要
- 岐阜県立の障害児入所施設であり、「誰もがその人らしく生きる」を理念として様々な障がいのある子ども（障がい幼児や重度重複障がい児、強度行動障がい児など）への支援に取り組んでいる。
- 利用者が、年齢、体力、能力に応じて生活場面の充実を図り、自立と社会参加に向けて意欲を持って生活していくための取り組みを行っている。
- 運営は、社会福祉法人岐阜県福祉事業団が委託されている。
- 同じ敷地内には、岐阜県立ひまわりの丘第二学園、岐阜県立ひまわりの丘第三学園、ひまわりの丘がある。これらの施設は障害者支援施設である。
- 生徒の一部は、隣接の岐阜県立中濃特別支援学校に通学する。

## 沿革
- 1967年（昭和42年）
  - 4月1日 - 向山学園として設置。社会福祉法人岐阜県厚生事業団（現・社会福祉法人岐阜県福祉事業団）に委託される。
  - 11月 - 小学部を関市立倉知小学校分教室として設置する。
- 1977年（昭和52年）4月1日 - ひまわりの丘第一学園に改称する。

## 住所
- 岐阜県関市桐ヶ丘3丁目2番地

## 周辺施設
- 中部学院大学
- 中部学院大学短期大学部
- 関市立関商工高等学校
- 岐阜県立中濃特別支援学校
- 岐阜県立関特別支援学校
- 関市立南ヶ丘小学校
- 南ヶ丘保育園
- 岐阜現代美術館